# 丘丘尼亚
丘丘尼亚，也称丘丘纳，是俄罗斯雅库特地区的一种神秘生物，一般被描述为6至7英尺高，全身黑毛密布。 一些神秘动物学家包括伯纳德·霍伊维尔曼推测丘丘尼亚可能是尼安德塔人的孑遗。神秘动物学家马克·霍尔（Mark Hall）则认为丘丘尼亚是幸存的加达人。 目前还没有没有确凿的证据来证明这种生物的存在。丘丘尼亚的一个最新消息发布于2002年3月29日。.

## 流行文化
丘丘尼亚也出现在柳德米拉·彼得鲁舍夫斯卡娅（Lyudmila Petrushevskaya）的小说中。

## 脚注
1. 1 2  Newton, Michael. . . McFarland & Company, Inc.: 102. 2005. ISBN 0-7864-2036-7.
2. ↑  .   [2013年2月17日]. （原始内容存档于2013年3月6日）. 网址－维基内链冲突 (帮助)